# جبوب نهشل (الشعر)

تعديل مصدري - تعديل

جبوب نهشل هي إحدى قرى عزلة الأ ملؤك بمديرية الشعر التابعة لمحافظة إب، بلغ تعداد سكانها 384 نسمة حسب تعداد اليمن لعام 2004.